# Dennis Verwüster
Dennis Verwüster (* 29. April 1998) ist ein österreichischer Fußballtorwart.

## Karriere

### Verein
Verwüster begann seine Karriere beim AC Linden Leibnitz. Zur Saison 2006/07 wechselte er in die Jugend des SK Sturm Graz. Im September 2011 wechselte er in die Jugend des FC Admira Wacker Mödling, bei dem er später auch in der Akademie spielte. Im April 2015 stand er gegen die Amateure des SKN St. Pölten erstmals im Kader der Amateure der Admira.
Sein Debüt für diese in der Regionalliga gab er im Mai 2015, als er am 29. Spieltag der Saison 2014/15 gegen den SC-ESV Parndorf 1919 in der Startelf stand. Zur Saison 2015/16 rückte er in den Profikader der Admira. In drei Jahren in diesem kam er jedoch zu keinem Einsatz, für die Amateure absolvierte er insgesamt 48 Regionalligaspiele.
Zur Saison 2018/19 wechselte er zum Regionalligisten FC Mauerwerk. Für die Wiener kam er in jener Saison zu 27 Einsätzen in der Regionalliga. Zur Saison 2019/20 wechselte Verwüster zum Zweitligisten SKU Amstetten. Sein Debüt in der 2. Liga gab er im September 2019, als er am siebten Spieltag jener Saison gegen den SK Vorwärts Steyr in der Startelf stand. Insgesamt verbrachte er fünf Jahre in Amstetten, in denen er zu 88 Zweitligaeinsätzen kam. In den Saisonen 2022/23 und 2023/24 kam er als Ersatztormann hinter Elias Scherf nur noch selten zum Zug.
Zur Saison 2024/25 kehrte er innerhalb der 2. Liga zu Admira Wacker zurück. Für die Admira kam er zu vier Einsätzen. Nach der Saison 2024/25 verließ er den Verein wieder.

### Nationalmannschaft
Verwüster spielte im März 2013 erstmals für eine österreichische Jugendnationalauswahl. Im August 2014 kam er gegen Bulgarien zu seinem ersten Einsatz für die U-17-Auswahl.
Im Oktober 2015 absolvierte er gegen die Ukraine sein einziges Spiel für die U-18-Mannschaft. Im März 2017 kam er gegen die Slowakei zu seinem einzigen Einsatz für das U-19-Team.